# Маск, Тоска
То́ска Маск (англ. Tosca Musk; род. 20 июля 1974, Претория, ЮАР) — канадско-американский режиссёр, продюсер, исполнительный продюсер художественных фильмов, телевизионных программ и веб-контента. Сестра Илона и Кимбала Масков, дочь Мэй Маск.

## Ранние годы
Маск родилась в Южной Африке и выросла в Канаде, воспитываемая своей матерью, Мэй. Тоска учила кинопроизводство в Университете Британской Колумбии в 1990-х годах.

## Карьера
Маск спродюсировала и сняла свой первый полнометражный фильм Puzzled с Musk Entertainment. Илон Маск был исполнительным продюсером этого фильма. Вскоре после этого Маск сняла художественный фильм «Правда о Миранде», за которым последовало более десятка художественных фильмов, телевизионных фильмов и сериалов, включая фильм ужасов для подростков «Жестокий мир», британский фильм «Тяжелый» и телевизионную драму «Ваш муж у нас». В 2011 году Маск выпустила ещё три телевизионных фильма, которые вышли в эфир на Lifetime и Hallmarkin в начале 2012 года.
В 2005 году Маск вступила в партнерство с Джеффом Макферсоном для создания веб-сериала Tiki Bar TV. В том же году во время презентации Macworld 2005 Keynote (на которой был представлен iPod с видео) Стив Джобс продемонстрировал зрителям Tiki Bar TV в качестве примера видеоподкаста (относительно нового медиаформата в то время), который можно было загрузить в новое видео iPod с использованием программного обеспечения Apple iTunes.
Tiki Bar TV был показан в Wiredmagazine, а также в других средствах массовой информации. В июле 2006 года шоу было показано в профиле Джеффа Макферсона в выпуске ForbesMagazine Celebrity 100 как «одна из первых звезд в мире интернет-телевидения».
Маск является генеральным директором и соучредителем потоковой платформы OTT Passionflix. Разработанная в 2017 году писателем Джоани Кейном и продюсером Джиной Панебьянко, Passionflix фокусируется на том, чтобы вывести на экран самые продаваемые любовные романы. Тоска сняла несколько игровых фильмов для платформы, в том числе «Голливудскую грязь» Алессандры Торре, «Страсть и покорение» Сильвии Дэй, «Сборник матчей» Рэйчел ван Дайкен, «Управляемый» К. Бромберг и «Защитник» Джоди Эллен Мальпас.